# NGC 3109
NGC 3109 est une petite galaxie spirale magellanique barrée qui est située dans la constellation de l'Hydre.  NGC 3109 a été découverte par l'astronome britannique John Herschel en 1835 alors qu'il se trouvait en Afrique du Sud.

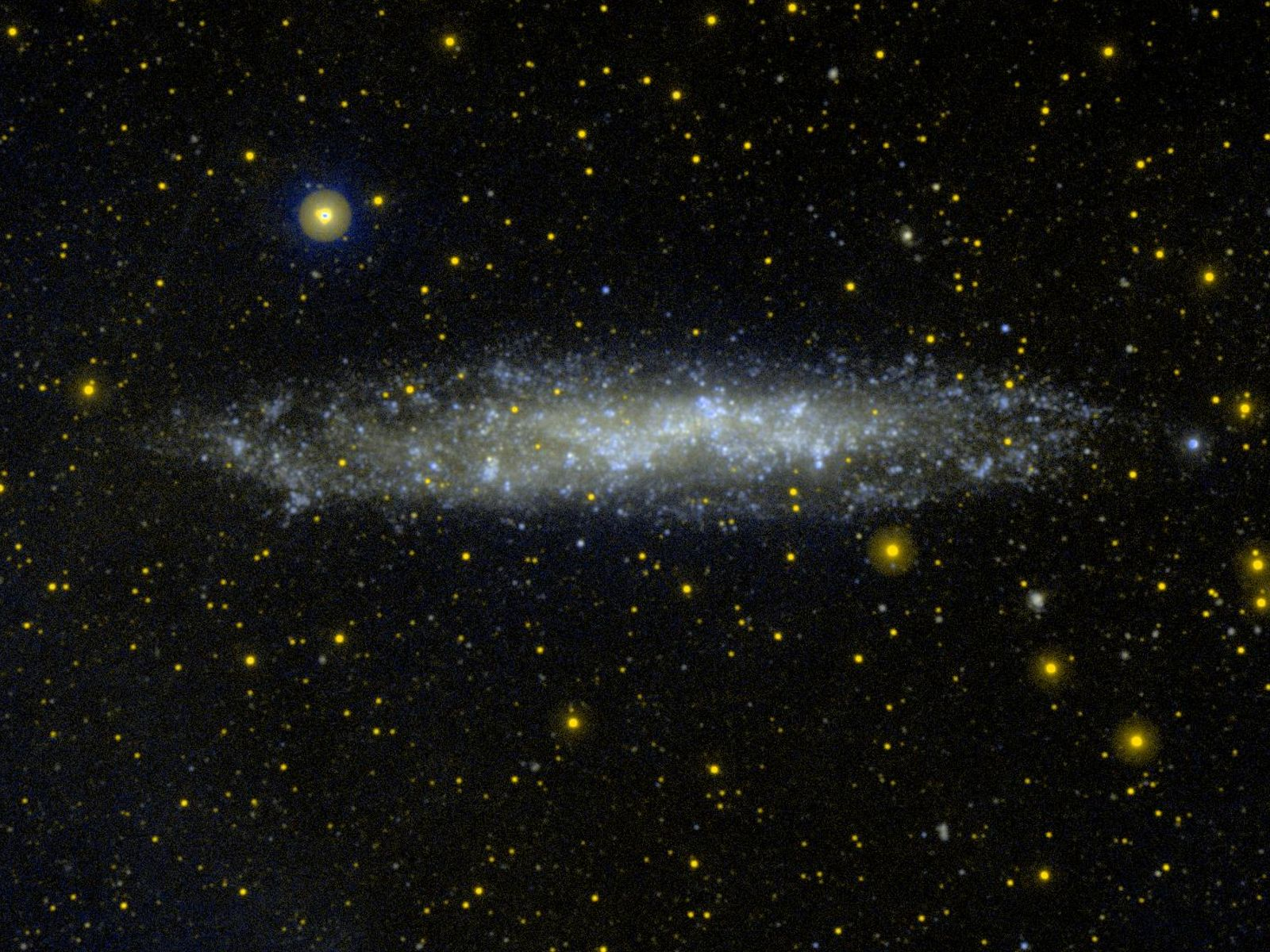
NGC 3109 en ultraviolet par le télescope spatial GALEX.

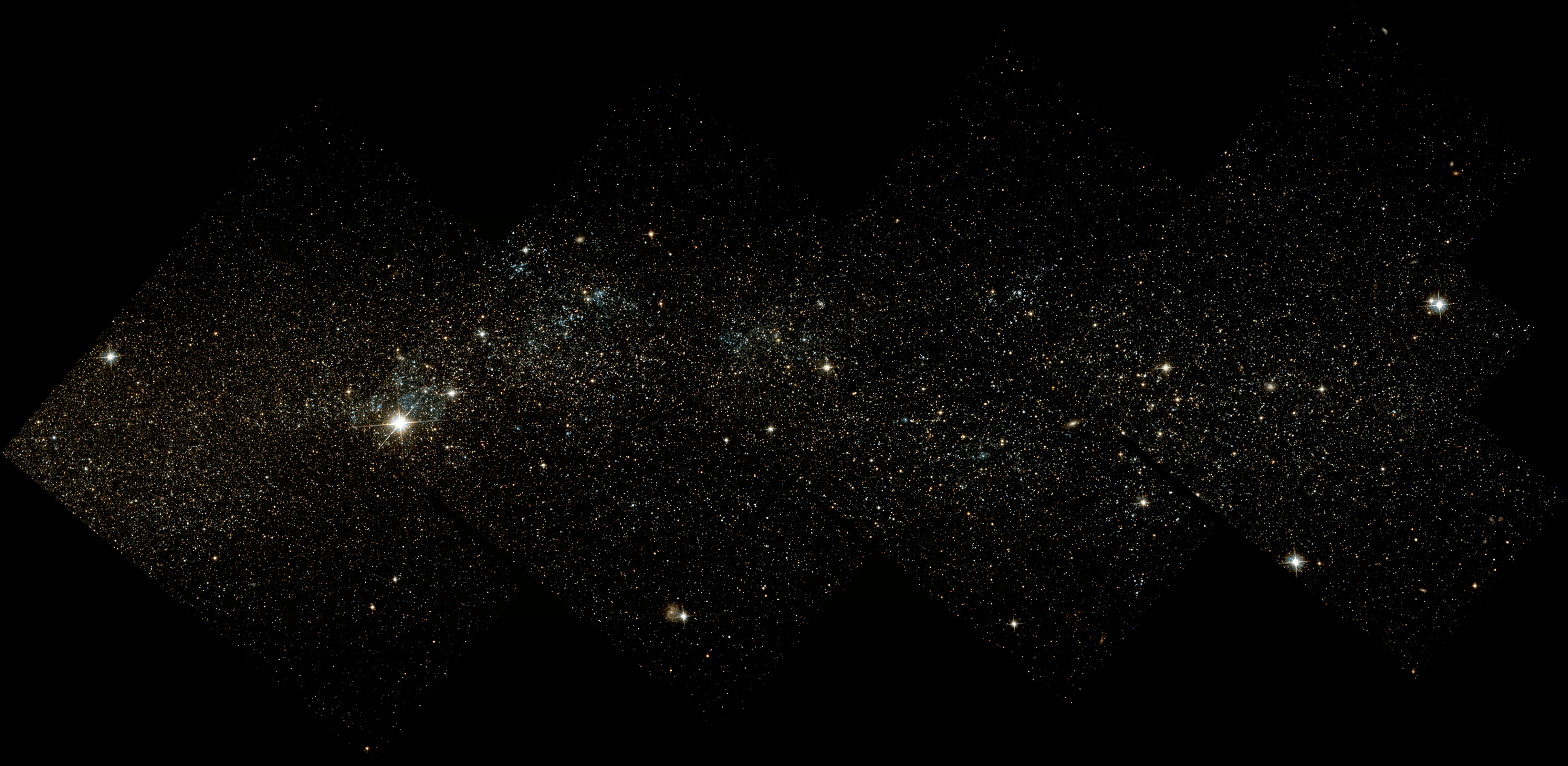
Une partie de NGC 3109 par le télescope spatial Hubble.

## Caractéristiques
En raison d'une brillance de surface égale à 14,52 mag/am2, on peut qualifier NGC 3109 de galaxie à faible brillance de surface (LSB en anglais pour low surface brightness). Les galaxies LSB sont des galaxies diffuses (D) avec une brillance de surface inférieure de moins d'une magnitude à celle du ciel nocturne ambiant.

## Distance de NGC 3109
Sa vitesse par rapport au fond diffus cosmologique est de 738 ± 24 km/s. La base de données NASA/IPAC indique que la distance de Hubble ne n'applique pas (N/A), mais des mesures indépendantes du décalage vers le rouge donne une distance d'environ 1,33 Mpc (∼4,34 millions d'al).
À ce jour, 52 mesures non basées sur le décalage vers le rouge (redshift) donnent une distance de 1,333 ± 0,190 Mpc (∼4,35 millions d'al). Étant donné que cette galaxie est rapprochée du Groupe local, ces mesures sont plus fiables que la distance obtenue à partir du décalage vers le rouge.

## Appartenance au Groupe local
L'appartenance de NGC 3109 au Groupe local a été contestée, car sa vitesse radiale semble supérieure à la vitesse de libération de notre groupe de galaxies. NGC 3109 est la plus grosse galaxie d'un petit groupe de galaxies appelé Antlia-Sextans. Ce groupe comprend les galaxies Sextans A, Sextans B, la galaxie naine de la Machine pneumatique et peut-être Leo A. Les opinions sont divisées à savoir ce groupe est gravitationnellement lié au groupe local ou s'il s'agit d'un autre groupe de galaxies.

## Taille, masse, forme et composition et composition
La plus grande dimension apparente de NGC 3109 est grande comparée aux autres galaxies, parce qu'elle est rapprochée de la Terre. Sa dimension apparente la plus grande n'est cependant que d'environ 42 000 al, ce qui en fait une petite galaxie.
La masse de NGC 3109 est d'environ 2,3 x 109 {\displaystyle M_{\odot }}, dont 20 % est sous forme d'hydrogène neutre.
Bien que l'on voie cette galaxie par la tranche, on sait qu'elle renferme un disque et un halo. Cependant, les images de NGC 3109 ne montrent pas la présence d'un noyau galactique central. Les relevés de l'hydrogène neutre de cette galaxie ont révélé que son disque est déformé. La vitesse radiale de la déformation est la même que celle des gaz de la galaxie naine de la Machine pneumatique, ce qui indique que ces deux galaxies se sont rapprochées il y a environ un milliard d'années.
Les étoiles du disque de NGC 3109 sont de tout âge. Certaines sont très vieilles et elles ont un indice de métallicité très faible. D'ailleurs, la spectroscopie des supergéantes bleues de NGC 3109 montre que cette galaxie a une très faible métallicité, semblable à cette du Petit Nuage de Magellan, l'une des plus faibles des galaxies des environs immédiats du Groupe local. La galaxie NGC 3109 renferme un nombre inhabituellement élevé de nébuleuses planétaires pour sa luminosité. Elle contient également une quantité importante de matière noire.